# Molva molva
Molva molva (Linnaeus, 1758), nota comunemente come molva, è un pesce osseo marino della famiglia Lotidae.

## Distribuzione e habitat
Questa specie è diffusa sulle coste nord atlantiche europee tra la Scandinavia del nord, l'Islanda ed il golfo di Guascogna a sud (occasionalmente fino al Marocco). È presente anche lungo le coste americane in Canada e Groenlandia. Vive anche nel mare di Barents. Nel mar Mediterraneo è presente ma rarissima solo nel settore nordoccidentale (tra cui le coste del mar Ligure, del mar Tirreno e lo stretto di Messina).
Vive in zone rocciose della piattaforma continentale esterna e della scarpata continentale superiore, sempre lontano dalle coste. Vive a profondità abbastanza elevate: gli adulti tra i 100 ed i 400 m (eccezionalmente fino a 1000), i giovani talvolta fino a soli 50 m o meno. Bentonica, vive nascosta nelle cavità del fondale.

## Descrizione
Si tratta di una specie caratteristica soprattutto per il corpo molto allungato, quasi anguilliforme. La mascella superiore è più lunga dell'inferiore che porta un barbiglio piuttosto lungo (più del diametro dell'occhio). La bocca è molto ampia e raggiunge l'occhio. Gli occhi sono abbastanza piccoli. Le pinne dorsali sono due, di altezza uguale, la prima breve e la seconda molto lunga, quasi simmetrica alla pinna anale, che è più breve. Sia la seconda dorsale che l'anale hanno la maggiore altezza nella parte posteriore ed entrambe raggiungono il peduncolo caudale. La pinna caudale è arrotondata e le pinne pari sono abbastanza piccole. Il peduncolo caudale è abbastanza spesso. L'apice della pinna ventrale non supera quello della pinna pettorale- La linea laterale è quasi rettilinea. Le scaglie sono piccolissime. La colorazione è rossastra sul dorso che si schiarisce sui fianchi fino al ventre che è bianco. Sui fianchi sono presenti delle fasce marmorizzate poco distinte. La prima dorsale ha una macchia scura nella parte posteriore. La parte posteriore delle pinne impari ha un margine nero a sua volta bordato da una linea chiara. I giovanili sono giallo verdastri con riflessi violacei e marezzature chiare sul dorso.
La taglia massima nota è di 2 metri, la taglia media è di 106 cm. Il peso massimo conosciuto è di 45 kg.

## Biologia
Vive fino a 25 anni.

### Alimentazione
Carnivora e molto vorace, si nutre soprattutto di pesci (gadidi, aringhe e pesci piatti), crostacei, stelle marine e cefalopodi.

### Riproduzione
Raggiunge la maturità sessuale a 5-6 anni di vita, le femmine in genere più tardi dei maschi. Si riproduce da marzo a luglio in aree ben definite, a profondità di qualche centinaio di metri. Le uova, le larve e i giovanili di uno o due anni sono pelagici, a tre anni di età si spostano sul fondale acquisendo le abitudini dell'adulto. Si tratta di una specie straordinariamente prolifica, una femmina depone mediamente da 20.000.000 di uova a oltre 60.000.000. Le larve hanno colorazione nera e gialla. I giovanili hanno pinne ventrali molto allungate.

## Pesca
Molto importante per la pesca commerciale. Viene catturata soprattutto con palamiti, reti a strascico, reti da posta e lenze. Viene pescata anche sportivamente. I paesi maggiori produttori sono Norvegia e Regno Unito. Viene venduta generalmente sfilettata, sia fresca che congelata che sotto sale. Serve anche per la produzione di farina di pesce. Le carni sono buone.